# Ruda Mała
Ruda Mała – wieś w Polsce położona w województwie mazowieckim, w powiecie radomskim, w gminie Kowala. Ma status sołectwa.
W latach 1975–1998 miejscowość administracyjnie należała do województwa radomskiego.
Z Radomia do wsi można się dostać komunikacją prywatną „Chełmińska” na linii do Wierzbicy przez Kowalę.
Wierni Kościoła rzymskokatolickiego należą do parafii św. Wojciecha w Kowali.